# Linhof
Linhof è una società tedesca, fondata nel 1887 a Monaco da Valentin Linhof. La ditta è rinomata per la produzione di fotocamere a pellicola di grande formato e per le fotocamere usate dai fotoreporter degli anni 60 della serie Technika Press.
La Linhof inizialmente si era concentrata sulla produzione di otturatori e sviluppò il primo otturatore a lamelle.

## Prodotti

### Macchine fotografiche a soffietto

#### 6x9 cm
See also Linhof 6x9.
- Linhof Ur-Technika (1934)
- Linhof Technika
- Linhof Technika III, with or without RF
- Linhof Technika IV
- Linhof Super Technika IV
- Linhof Technika 70
- Linhof Studienkamera 70
- Linhof Super Technika V = Super Technika 23
- Linhof Technikardan 23S
- Linhof Techno

#### 9x12 cm
- Linhof Technika II (1937–1943)

#### 4x5 in
- Linhof 34 (1934–1936)
- Linhof Technika Medizin (1937–1943)
- Linhof Standard Press
- Linhof Technika III, with or without RF
- Linhof Technika IV
- Linhof Super Technika IV
- Linhof Technika V
- Linhof Super Technika V
- Linhof Master Technika = Master Technika Classic
- Linhof Master Technika 2000
- Linhof Master Technika 3000
- Linhof Technikardan 45

#### 13x18
- Linhof Technika
- Linhof Technika III, with or without RF
- Linhof Super Technika V

#### 18x24
- Linhof Präzisionskamera 18x24 (Technika) (1937–1943) only 10 items made
- Linhof Präzisionskamera 18x24 (Technika "Medizin" in grey) only 1 item made (pre-owner: famous German photographer Adolf Lazi and Franz Lazi)

### Macchina fotografica a monorotaia
- Linhof Color 4x5 (inches)
- Linhof Kardan 4x5
- Linhof Kardan Colour 4x5
- Linhof Technikardan s45 4x5
- Linhof Technikardan s23 2x3 (inches)
- Linhof M679 6x9
- Linhof M679cc 6x9
- Linhof M679cs 6x9

### Macchina fotografica con corpo fisso
- Linhof Technika Press
- Linhof Weitwinkelkamera 65
- Linhof Press 70
- Linhof 220
- Linhof 220 PL
- Linhof 220 RS
- Linhof Technar 45 (4x5)

### Panoramiche

#### 6x12
- Technorama 612PC
- Technorama 612PC II
- Technorama 612PC III

#### 6x17
- Technorama
- Technorama 617S
- Technorama 617S III

### Fotografia aerea
- Aero Press
- Electric 70
- Aerotronica 69 (6x9
- Aero Technika (4x5")
- Aero Technika 45 (4x5")
- Aero Technika 45EL (4x5")
- Aero Technika 18x24

### Fotogrammetria, 4x5 in
- Metrika 45
- Metrika 45R

### Piattaforma digitale
- Linhof Techno
- Linhof M 679cs

### Accessori
- Tripodi
- Teste a sfera
- Teste Linhof Livellatura Pan/Inclinazione
- Connettore tripode a chiusura rapida Quickfix Linhof